# Mellon Arena
Mellon Arena er en sportsarena i Pittsburgh i Pennsylvania, USA, der er hjemmebane for NHL-klubben Pittsburgh Penguins. Arenaen har plads til ca. 17.500 tilskuere, og blev indviet 19. september 1961.